# Olpe (Kansas)
Olpe liegt im Bundesstaat Kansas in den USA. Der Ort gehört zum Lyon County.
- Koordinaten:

38°15'43" n. Br.
96°10'10" w. Lä
(38,262070, -96,169322)
- Fläche: 0,8 km² oder 0,3 mi²

## Bevölkerung
- Das U.S. Census Bureau hat bei der Volkszählung 2020 eine Einwohnerzahl von 519[1] ermittelt.